# Велемичі
Велемичі (біл. Велямічы) — село в Білорусі, у Столинському районі Берестейської області. Орган місцевого самоврядування — Велемицька сільська рада.

## Географія
Розташоване між річками Горинь і Моства, за 5 км на південний схід від Давид-Городка.

## Історія
У селі знайдене поселення племен зарубинецької культури та сліди деревлян. Знахідки (шпильки, фібули, браслети, скроневі кільця, намисто, глиняний посуд) зберігаються в музеях Москви, в Ермітажі, у Бересті, Пинську і Столині. У 1932 році етнографи Філарет Колеса та Казимир Мошинський записували в селі фольклор. Останній назвав Велемичі «чисто українським селом».

## Населення
За переписом населення Білорусі 2009 року чисельність населення села становила 1636 осіб.